# Gerasimos Mītoglou
Gerasimos Mītoglou (in greco Γεράσιμος Μήτογλου?; 20 ottobre 1999) è un calciatore greco, difensore dell'AEK Atene.

## Caratteristiche tecniche
È un difensore centrale.

## Carriera
Inizia la propria carriera nell'Agrotikos Asteras per poi passare nel 2019 al Volo da svincolato; debutta nella massima divisione greca il 19 dicembre in occasione del match perso 4-0 contro l'Arīs Salonicco.

## Statistiche
Statistiche aggiornate al 17 maggio 2021.

### Presenze e reti nei club
| Stagione        | Squadra         | Campionato      | Campionato | Campionato | Coppe nazionali | Coppe nazionali | Coppe nazionali | Coppe continentali | Coppe continentali | Coppe continentali | Altre coppe | Altre coppe | Altre coppe | Totale | Totale | Totale |
| Stagione        | Squadra         | Comp            | Pres       | Reti       | Comp            | Pres            | Reti            | Comp               | Pres               | Reti               | Comp        | Pres        | Reti        | Pres   | Reti   |        |
| --------------- | --------------- | --------------- | ---------- | ---------- | --------------- | --------------- | --------------- | ------------------ | ------------------ | ------------------ | ----------- | ----------- | ----------- | ------ | ------ | ------ |
| 2019-2020       | Volo            | SL              | 4          | 0          | CG              | 1               | 0               |                    | -                  | -                  |             | -           | -           | 5      | 0      |        |
| 2020-2021       | Volo            | SL              | 22         | 1          | CG              | 4               | 2               |                    | -                  | -                  |             | -           | -           | 26     | 3      |        |
| Totale carriera | Totale carriera | Totale carriera | 26         | 1          |                 | 5               | 2               |                    | -                  | -                  |             | -           | -           | 31     | 3      |        |

## Palmarès

### Club

#### Competizioni nazionali
- Campionato greco: 1

AEK Atene: 2022-2023
- Coppa di Grecia: 1

AEK Atene: 2022-2023